# Kohouteks komet
Denna komet ska inte förväxlas med kometerna 75P/Kohoutek och 1850 Kohoutek.

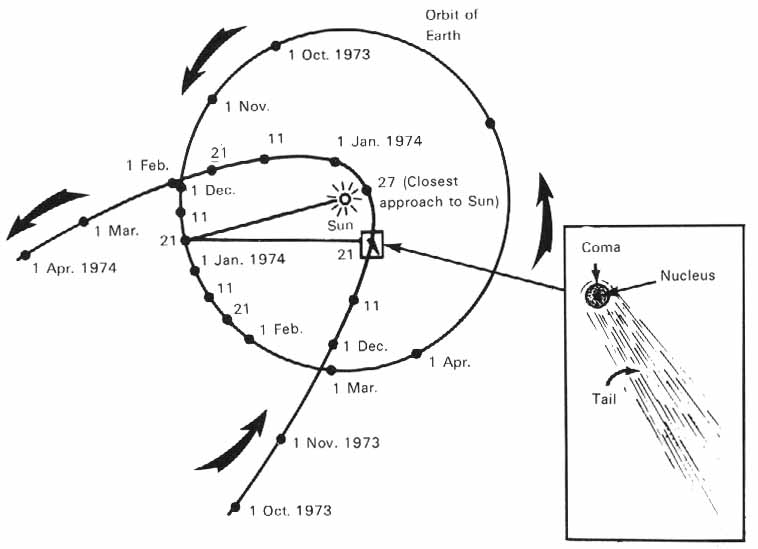
Kometen Kohouteks bana.

Kohouteks komet (formellt kallad C/1973 E1), är en komet som upptäcktes av den tjeckiske astronomen Lubos Kohoutek när han tittade igenom foton tagna i början av mars 1973 från Hamburgobservatoriet i Tyskland. Beräkningar visade att kometen skulle passera Solen, där den skulle vara som närmast i slutet av 1973.
Den tidiga upptäckten av kometen gjorde det möjligt för NASA att planera in ett forskningsprogram för att studera den. Denna plan gick under namnet "Operation Kohoutek" och innefattade observationer från markobservatorier, flygplan, ballonger, raketer och obemannade satelliter. Man planerade även att observera kometen från den nya rymdstationen Skylab, vilken skulle sändas upp i maj samma år. Man senarelade den tredje och sista missionen till Skylab så att de skulle befinna sig där då kometen var som närmast Solen, då det är nästan omöjligt att studera från jordytan på grund av det starka solljuset. Man räknade med att det skulle vara under denna fas det mest dramatiska och intressanta skulle ske med kometen.
En faktor som gjorde kometen Kohoutek till ett intressant studieobjekt var uträkningar av dess bana som visade att den förmodligen aldrig tidigare passerat nära Solen och att den därför kunde vara annorlunda än andra kometer.
Då Kohoutek passerade Solen minskade den i storlek och ljusstyrka betydligt mer än kometer som passerar Solen regelbundet, detta förklarades med att Kohoutek hettades upp för första gången under sin existens och att mycket av vätskan i den dunstade av värmen.
Undersökningarna av det insamlade materialet visade att det mycket riktigt fanns vatten på kometen vilket stödde den vitt spridda uppfattningen att kometer till stor del består av is och frusna gaser. Man upptäckte även samma typ av strålning som finns överallt i Universum, vilket borde betyda att kometer är uppbyggda av rester från Big Bang.

## I kulturen
Det tyska bandet Kraftwerk döpte sin första singel, som gavs ut 1973, till "Kohoutek – kometenmelodie" efter kometen.